# 蒋学道
蒋学道（1917年—2001年），男，四川巴中人，中华人民共和国政治人物，曾任福建省政协副主席，福州军区副参谋长、司令部顾问。